# Linzer Autobahn
Autostrada A26 (Linzer Autobahn, Linzer Westring) - autostrada w budowie w Austrii, w kraju związkowym Górna Austria, o długości około 4,7 km. Stanowić ma zachodnią obwodnicę Linzu. Rozpoczęcie budowy planowano pierwotnie na 2009.
Pierwotnie planowano 7,5 km, ale w 2011 r. z planu usunięto 2,8 km północnej części. Budowa rozpoczęła się w styczniu 2019 roku.